# Glinica (Jordanów Śląski)

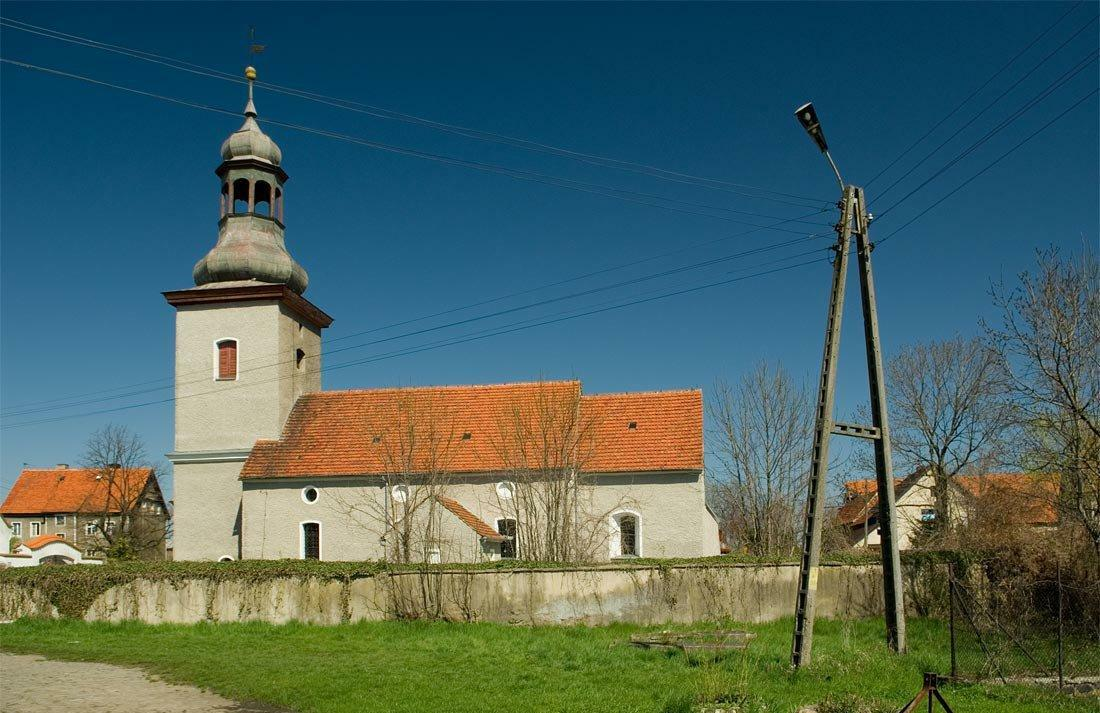
Kirche St. Anton und Michael

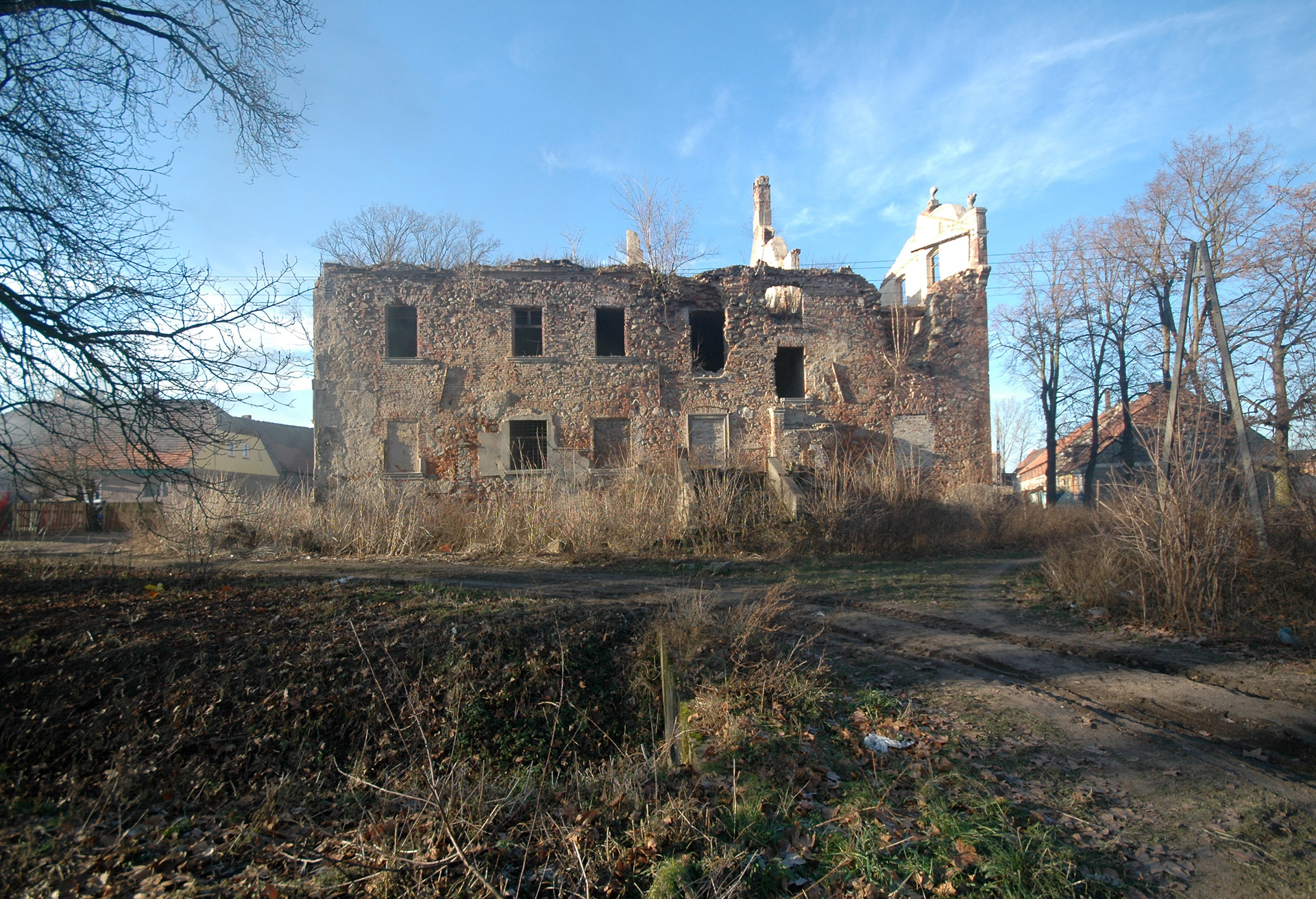
Schlossruine Gleinitz

Glinica (deutsch Gleinitz) ist ein Ort in der Landgemeinde Jordanów Śląski (Jordansmühl) im Powiat Wrocławski der Woiwodschaft Niederschlesien in Polen.

## Lage
Glinica liegt ca. zwei Kilometer westlich von Jordanów Śląski (Jordansmühl) und 33 Kilometer südwestlich von Breslau.
Nachbarorte sind Świątniki (Schwentnig) im Westen, Janówek (Ober Johnsdorf) im Süden, Jordanów Śląski (Jordansmühl) und Dankowice (Dankwitz) im Osten. 

## Geschichte
„Gleinicz“ wurde erstmals 1376 urkundlich erwähnt. Es gehörte zum Herzogtum Brieg, das seit 1329 ein Lehen der Krone Böhmen war. Später gelangte es an die von Niebelschütz. Mit einem Kaufvertrag aus dem Jahre 1446 erwarben die Brüder Nickel, Georg und Laslaw von Niebelschütz das Gut Gleinitz mit zugehörigen Vorwerken, Mühlen, und Teichen. 1626 war Gleinitz Fideikommiss des Landesältesten Johann von Niebelschütz, der auch Gesandter am Hof des Kaisers und führender Protestant war. Nach dem Tod des Brieger Herzogs Georg Wilhelm I. 1675 fiel Gleinitz mit dem Herzogtum Brieg als erledigtes Lehen durch Heimfall an die Krone Böhmen.
Nach dem Ersten Schlesischen Krieg 1742 wurde Gleinitz mit dem größten Teil Schlesiens von Preußen annektiert. Die alten Verwaltungsstrukturen wurden aufgelöst und Gleinitz in den Kreis Nimptsch eingegliedert, mit dem es bis zu seiner Auflösung 1932 verbunden blieb. Ende des 18. Jahrhunderts besaß Gleinitz die Malteserkommende in Groß-Tinz. Für das Jahr 1783 sind für Gleinitz belegt: Eine katholische Kirche als Filiale von Groß-Tinz, eine Schule, elf Bauern, eine Windmühle, 123 Häuser und Gärtnerstellen sowie 205 Einwohner. Mitte des 19. Jahrhunderts gehörte das Gut den Bahr’schen Erben. 1845 zählte Gleinitz 36 Häuser, eine Freierbscholtisei, neun Bauerngüter, worunter eines der Kretscham war, zwölf Freigärtner, zwei Angerhäusler, eine Windmühle, eine Schmiede, 266 Einwohner (davon 74 evangelisch), evangelische Kirche zu Jordansmühl, eine katholische Filialkirche von Groß-Tinz unter königlichem und fürstbischöflichem Patronat, ein Pfarracker mit 47 Morgen Land, eine katholische Schule der eingepfarrten Orte nebst Jordansmühl, eine Brennerei, eine Schmiede, zwei Händler und 805 Schafe. Eingepfarrt waren: Gleinitz, Dankwitz, Johnsdorf, Ober-Kanigen und Thomitz. Seit 1874 gehörte die Landgemeinde Gleinitz zum Amtsbezirk Carlsdorf, der 1929 in Amtsbezirk in Karlsdorf-Weinberg umbenannt wurde. Nach der Auflösung des Kreises Nimptsch wurde Gleinitz 1932 in den Landkreis Reichenbach eingegliedert.
Als Folge des Zweiten Weltkriegs fiel Gleinitz mit dem größten Teil Schlesiens an Polen. Nachfolgend wurde es in Glinica umbenannt. Die deutschen Einwohner wurden, soweit sie nicht schon vorher geflohen waren, vertrieben. Die neu angesiedelten Bewohner waren teilweise Zwangsumgesiedelte aus Ostpolen, das an die Sowjetunion gefallen war.

## Sehenswürdigkeiten
- Die römisch-katholische Kirche St. Anton und Michael (polnisch Kościół pw. śś. Antoniego i Macieja) wurde um die Wende des 15. Jahrhunderts errichtet. Im 18. Jahrhundert erfolgte ein Neubau. Der ursprüngliche Name war St. Bartholomaei als Tochterkirche von Groß-Tinz. Bereits 1189 hatten die Groß-Tinzer Johanniter den Zehnten dieser Kirche erhoben. Die Inschrift auf dem Schildschlussstein lautet: iorge Gelhorn. Daneben ist das Wappen dieser in der Umgebung ansässigen Adelsfamilie aufgemalt. Unter der Traufe an der Ostseite des Langhauses sind altertümliche Fratzen zu erkennen.[4]
- Das Schloss Gleinitz (Pałac w Glinicy) wurde um 1680 im Stil der Renaissance erbaut, im Dreißigjährigen Krieg zerstört und im Barockstil wieder aufgebaut. 1836 umgebaut, um 1900 Terrasse mit Balkon erweitert, nach dem Zweiten Weltkrieg staatlich genutzt, Ende des 20. Jahrhunderts zerstört, heute Ruine. Das Schloss ist umgeben von einem Wassergraben, einem verwilderten Landschaftspark mit Erdböschungen und Wirtschaftsgebäuden aus dem Ende des 19. Jahrhunderts.[5]